# Acetaal

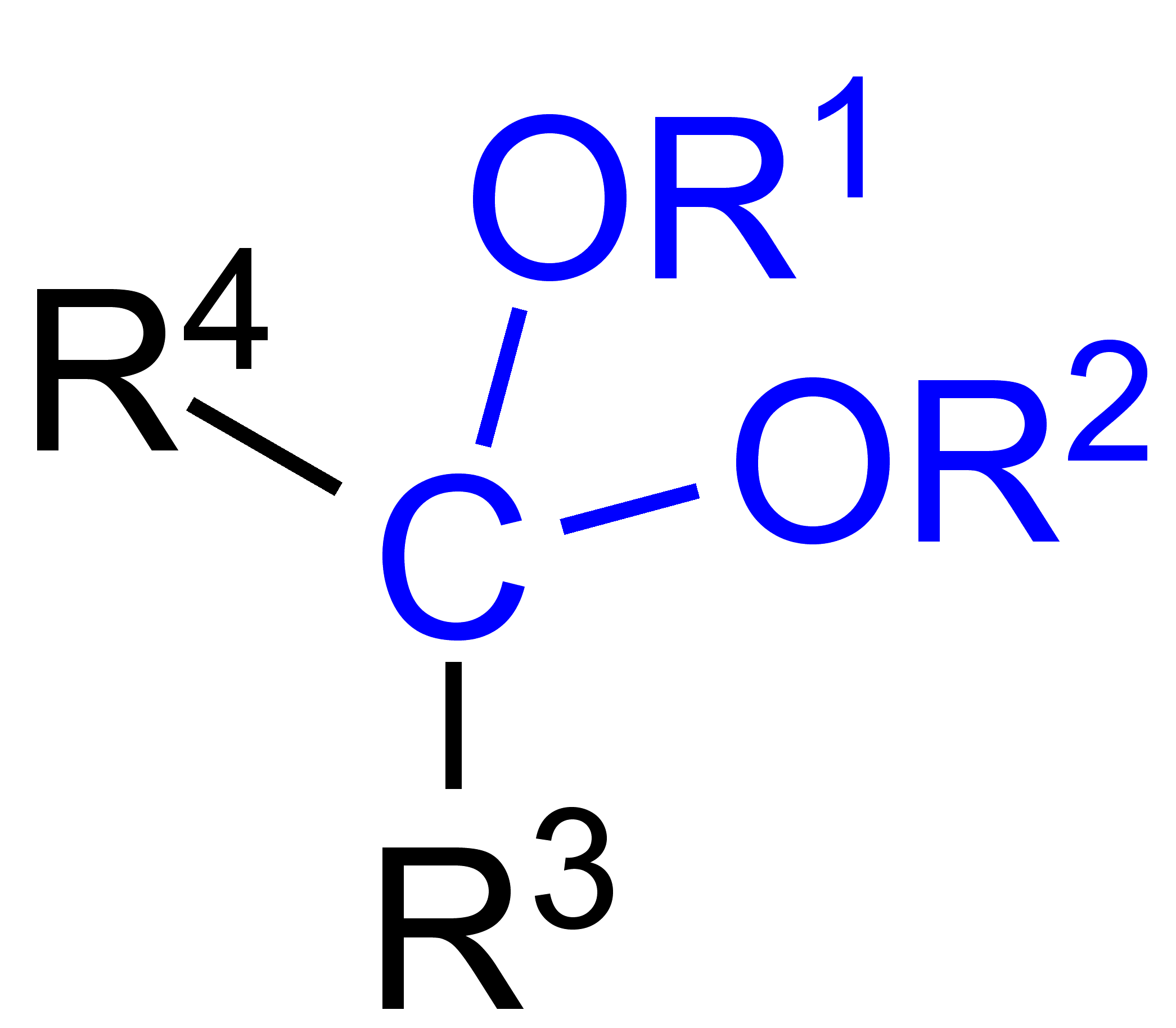
Algemene structuurformule van een acetaal (ketal).

Acetalen zijn organische verbindingen met twee etherfuncties op hetzelfde koolstofatoom. Het zijn geminale dialkoxyverbindingen afgeleid van carbonylverbindingen. Ketalen zijn acetalen waarbij op het centrale koolstofatoom twee alkyl- of arylgroepen zijn gebonden.
Naast de acetalen waarin koolstof het centrale atoom is, worden ook verbindingen waarin een ander atoom deze plaats inneemt aangeduid met de term acetaal. Zo wordt bijvoorbeeld van silylacetalen gesproken voor verbindingen met twee etherfuncties op een siliciumatoom.

## Synthese
Acetalen worden gevormd door een zuur-gekatalyseerde reactie van twee alcoholmoleculen met een carbonylgroep. De eerste stap van de reactie (waarbij een hemiacetaal gevormd wordt en dus nog een hydroxylgroep aan het centrale koolstofatoom overblijft) kan zowel door een zuur als door een base gekatalyseerd worden. De tweede stap kan enkel door een zuur gekatalyseerd worden.
Voor de reactie kan zowel gebruikgemaakt worden van brønstedzuren (zoals zwavelzuur of p-tolueensulfonzuur) als van lewiszuren (zoals zwaveldioxide of boortrifluoride).
Omdat tijdens de reactie de entropie afneemt, het aantal deeltjes daalt van 3 naar 2, wordt vaak gebruikgemaakt van een diol in plaats van een eenwaardig alcohol.  De twee hydroxylgroepen zitten samen in één molecule, het aantal deeltjes blijft gelijk, de entropie-afname is dan minder. Ook ortho-esters worden om dezelfde reden aangewend (onder zure omstandigheden) om aan dit probleem tegemoet te komen. Een ander probleem is de vorming van water, dat de voortgang van de evenwichtsreactie kan blokkeren. Door gebruik te maken van een Dean-Stark-apparaat kan het water als azeotroop met tolueen worden afgedestilleerd.

## Toepassing als beschermende groep
Acetalen worden in de praktijk toegepast als beschermende groep voor carbonylgroepen in aldehyden en ketonen, maar evenzo ter bescherming van de hydroxylgroep in alcoholen. Acetalen zijn ongevoelig voor oxidaties onder niet-zure omstandigheden, sterke basen, organometaalverbindingen en nucleofiele reductantia.
Door zure hydrolyse (in aanwezigheid van water) kunnen de oorspronkelijke functionele groepen weer vrijgemaakt worden. Ze worden eerst omgezet in een hemiacetaal en in een alcohol. Verdere hydrolyse van het hemiacetaal stelt de oorspronkelijke carbonylverbinding en een tweede molecule alcohol vrij.
Een klassieke toepassing van een acetaal als beschermende groep is de synthese van 4-(hydroxymethyl)cyclohexanon uit methylester van 4-oxocyclohexaancarbonzuur. Hiertoe dient de esterfunctie te worden gereduceerd met lithiumaluminiumhydride. Daar echter het keton reactiever is dan de ester, zal het keton worden gereduceerd (en nadien ook de ester). Daarom wordt 1,2-ethaandiol aangewend als beschermende groep voor het keton, zodat de gewenste reactie kan worden uitgevoerd. Na afloop van de reductie wordt het cyclisch acetaal ontschermd door reactie met een zuur en wordt het gewenste eindproduct verkregen.